# Havgårds säteri

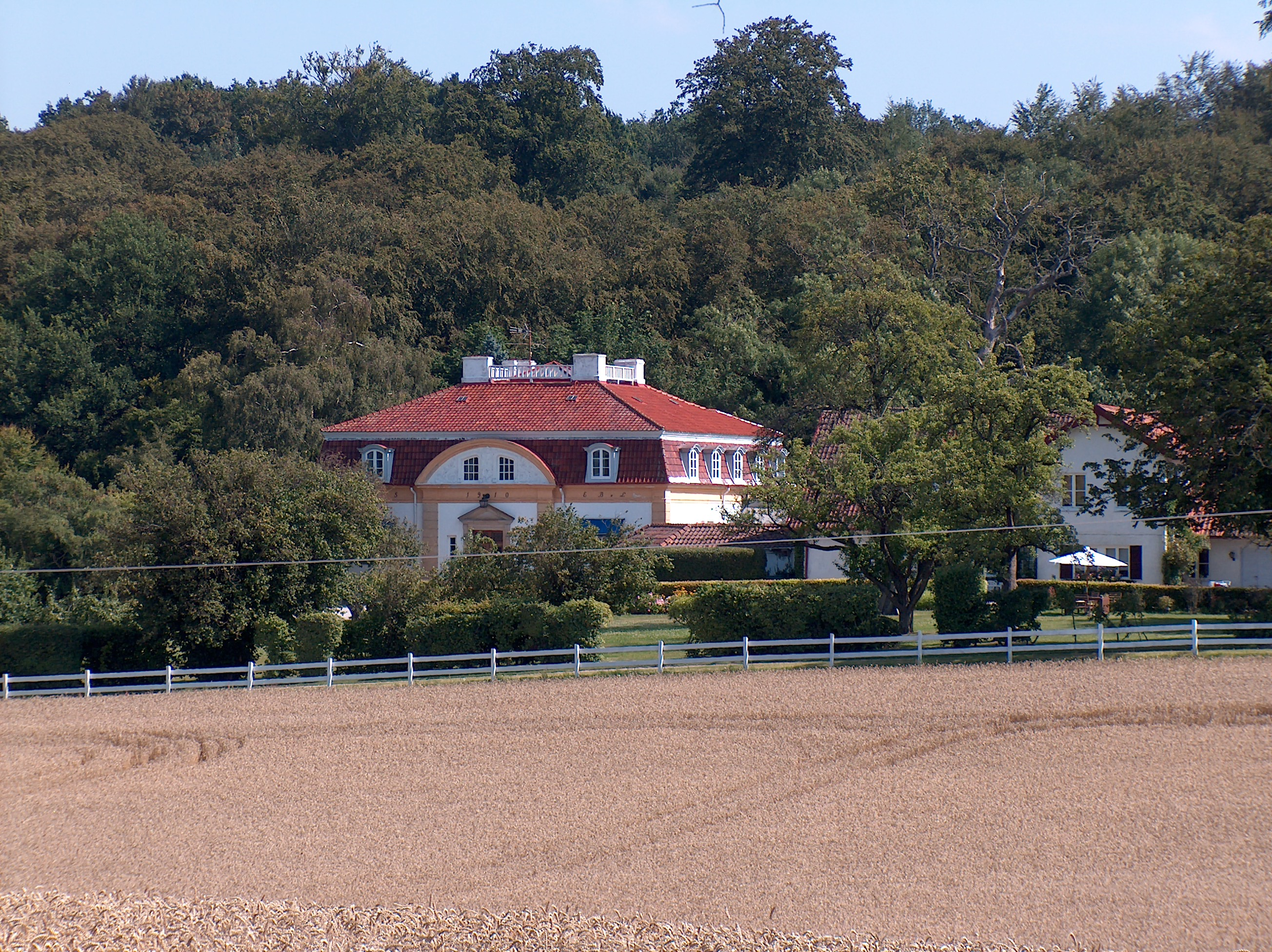
Havgårds säteri

Havgårds säteri ligger i de bokskogrika markerna intill Havgårdssjön i Börringe socken i Svedala kommun. 
Havgårds corps de logi uppfördes under 1909-1911 efter ritningar av den danske slottsarkitekten Henri Glaesel, som även stod bakom omdaningen av både Jordberga slott och Vanås slott. Från 1911 brukades godset av ryttmästare Eric Stjernswärd och hans familj. Havgård förvärvades 2010 av Sven och Yvonne Nyman.
Havgårds historia sträcker sig tillbaka till medeltiden. På 1300-talet var Havgård ett herresäte vars borg låg på ön (som numera är en halvö) Turestorpsö i Havgårdssjön. Under 1500-talet uppkom namnet Havgård för första gången och egendomen var då indragen till den danska kronan och förlänades 1538 till Klaus Urne. År 1593 förvärvades Havgård av Tage Krabbe från Jordberga gods och kom att höra dit fram till 1938.